# Atelurius
Atelurius  (лат.) — род аранеоморфных пауков из подсемейства Amycinae в семействе пауков-скакунов (Salticidae), включающий единственный вид Atelurius segmentatus Simon, 1901.

## Распространение
Распространён в Южной Америке, а именной в Венесуэле и Бразилии.